# Phasia lauta
Phasia lauta är en tvåvingeart som beskrevs av Sun 2003. Phasia lauta ingår i släktet Phasia och familjen parasitflugor. Inga underarter finns listade i Catalogue of Life.